# Ранкская волость
Ра́нкская волость (латыш. Rankas pagasts) — одна из четырнадцати территориальных единиц Гулбенского края Латвии. Находится на Пиебалгских холмах и в районе Верхнегауйского понижения Видземской возвышенности на северо-востоке страны.
Граничит с Леясциемской, Лизумской и Друвиенской волостями своего края, а также с Вариньской волостью Смилтенского края, Друстской волостью Раунского края и Яунпиебалгской волостью Яунпиебалгского края.
Наиболее крупные населённые пункты Ранкской волости: Ранка (волостной центр), Гауйясревели, Ревели.
По территории волости протекают реки: Гауя, Азанда, Сеце, Дегльупите, Лаздупите, Палса, Салиньупите, Уриексте, Визла.
Крупные водоёмы: озёра Калмоду, Цеплю и Тельэзерс.
Наивысшая точка: 234,6 м.
Национальный состав: 92,1 % — латыши, 5,8 % — русские.
Волость пересекают автомобильные дороги Гулбене — Смилтене, Эргли — Салинькрогс и железнодорожная линия Рига — Жигури (пассажирское движение прекращено в 2000 году).

## История
В XII веке земли нынешней Ранкской волости входили в состав латгальской исторической области Талава. В дальнейшем они оказались во владении Рижского архиепископа (XIII век), отходили к Польше (XVI век), Швеции (XVII век) и Российской империи (XVIII век). На территории волости в XIX веке находилось Ранкское поместье, а также Бирзульское, Салиньское и Сапское полупоместья.
Первая школа на территории волости появилась в 1880 году (Ревельская школа), в 1887 году — Лутерская школа, в 1923 — школа домашнего хозяйства. В 1920—1940 годах работали картонная фабрика, 3 мельницы, кожевенный завод, 3 кирпичных завода.
В 1935 году территория Ранкской волости Цесисского уезда составляла 188,82 км², в ней проживало 3213 человек.
После Второй мировой войны были организованы несколько колхозов, позднее объединившиеся в совхоз «Ранка» и колхоз «Гауясличи» (оба ликвидированы в начале 1990-х годов).
В 1945 году в волости были образованы Азандский, Ранкский и Ревельский сельские советы. В 1949 году произошла отмена волостного деления и Ранкский сельсовет входил в состав Гауенского (1949—1956), Смилтенского (1956—1959) и Гулбенского (после 1959) районов.
В 1954 году к Ранкскому сельсовету были присоединены ликвидированные Ревельский и Азандский сельсоветы.
В 1990 году Ранкский сельсовет был реорганизован в волость. В 2009 году, по окончании латвийской административно-территориальной реформы, Ранкская волость вошла в состав Гулбенского края.
К началу 2010-х годов в волости находились 9 экономически активных предприятий, Ранкская средняя профессиональная школа, Ранкская начальная школа, Ревельская начальная школа, детское дошкольно-образовательное учреждение «Абелите», Дом культуры, 2 библиотеки, докторат, аптека, 2 почтовых отделения, охотничье хозяйство.